# Vulpes mathisoni
Vulpes mathisoni — вид вимерлих хижих ссавців з родини псових, який жив у неогені; викопні рештки знайдені у Африці, Південна Ефіопія.